# Ximeno Garcés de Pamplona
Ximeno II de Navarra (? - 29 de maig de 931) fou infant de Navarra i regent del regne de Navarra (925-931) durant la minoria de Garcia Sanxes I.

## Biografia
Fill de Garcia II de Pamplona i Dadilda de Pallars, fou un dels membres de la dinastia Ximena.
A la mort del seu germà Sanç I de Navarra fou nomenat hereu el fill d'aquest, l'infant Garcia Sanxes que era menor d'edat.. Ximeno II va iniciar una regència que es convertí realment en un regnat fins a la seva mort el 29 de maig de 931.
A la seva mort la reina Toda de Navarra va assegur el tron per a Garcia II Sanxes I davant les intencions de Íñigo Garcés, germanastre de Sanxo Garcés I i Ximeno Garcés.
Va passar la major part de la seva vida a les terres patrimonials de Lumbier-Sangüesa.

## Matrimoni i descendència
Es casà amb Sança Asnárez, germana de la reina vídua Toda de Navarra, amb la qual va tenir:
- Garcia Ximenes de Pamplona
- Sanç Ximenes de Pamplona
- Dadildis Ximenes de Pamplona, casada amb Musa ibn Asnar

Problament tingueren també
- Nunilo Ximena, casada vers el 911 amb Fruela II d'Astúries